# Saint-Maurice-de-Rotherens
Saint-Maurice-de-Rotherens es una comuna francesa situada en el departamento de Saboya, en la región Auvernia-Ródano-Alpes.

## Demografía
| 199 | 192 | 185 | 143 | 163 | 166 | 159 | 214 |
| Para los censos de 1962 a 1999 la población legal corresponde a la población sin duplicidades (Fuente: INSEE [Consultar]) |     |     |     |     |     |     |     |